# Shalong Zhen
Shalong Zhen (kinesiska: 沙龙, 沙龙镇) är en köping i Kina. Den ligger i provinsen Yunnan, i den sydvästra delen av landet, omkring 210 kilometer väster om provinshuvudstaden Kunming. Antalet invånare är 30 843. Befolkningen består av 15 237 kvinnor och 15 606 män. Barn under 15 år utgör 22,0 %, vuxna 15-64 år 68 %, och äldre över 65 år 9,0 %.
Genomsnittlig årsnederbörd är 902 millimeter. Den regnigaste månaden är juli, med i genomsnitt 199 mm nederbörd, och den torraste är januari, med 9 mm nederbörd.